# Pico de Grado
El pico de Grado es una montaña española de 1517 m de altitud, situada en el extremo oeste de la sierra de Pela y al norte de la localidad de Grado del Pico, actualmente pedanía de Ayllón (Segovia). 

## Localización
En este pico se encuentra un vértice geodésico que sirve para indicar una posición exacta y que forma parte de una red de triángulos con otros vértices geodésicos.
Desde su cima se puede divisar parte de los cordeles central y oriental de la sierra de Ayllón al oeste, la parte occidental de la sierra de Pela al Sureste y varios pueblos de alrededor como Grado del Pico, Santibáñez de Ayllón, Rebollosa de Pedro, Noviales, El Negredo o Madriguera.

## Parque eólico

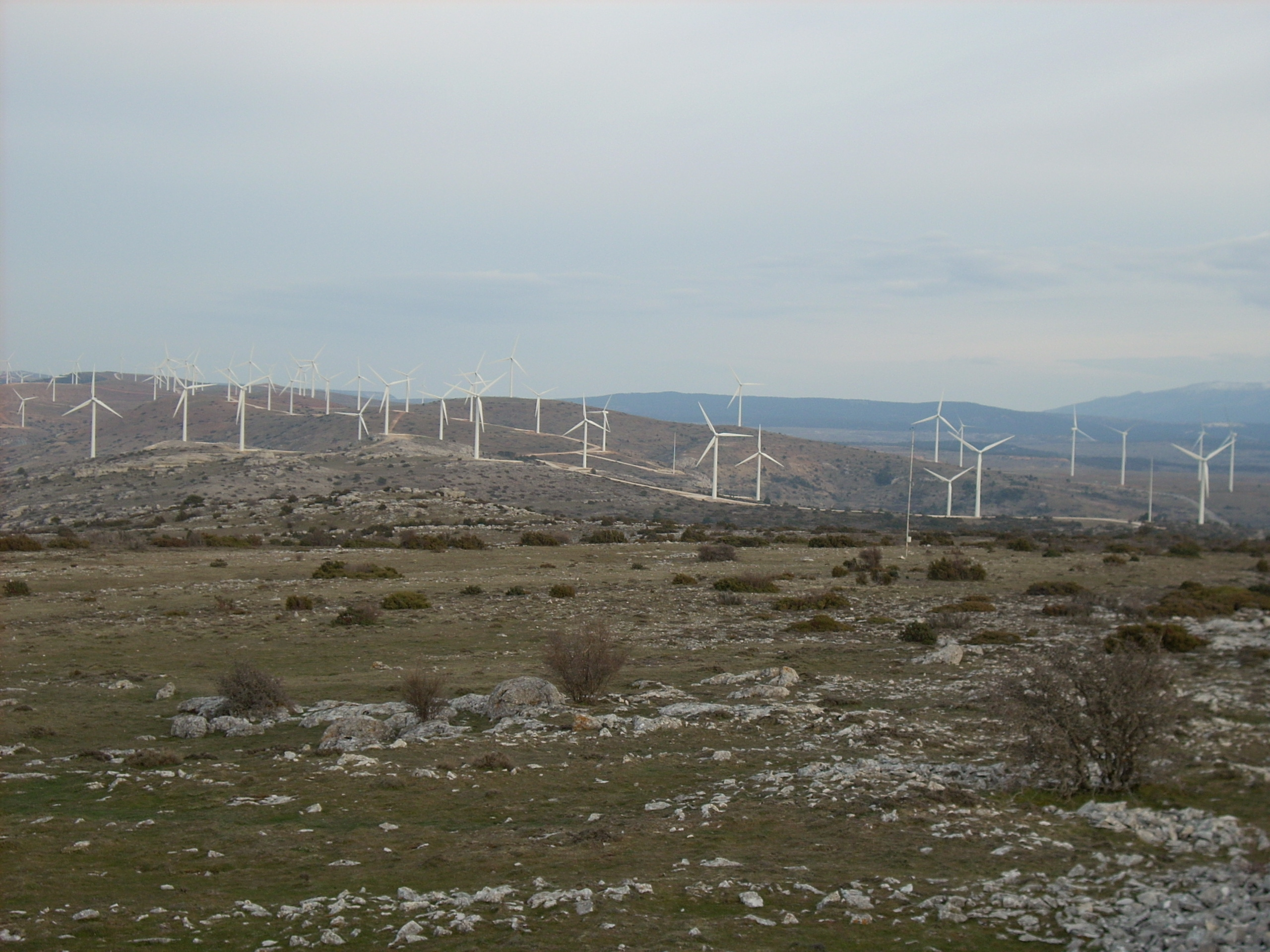
Parque eólico del Pico del Grado.

Las inmediaciones del Pico del Grado se caracterizan por el fuerte viento que sopla durante todo el año, por lo que se ha instalado un parque eólico con gran número de aerogeneradores.

## Climatología
Durante gran parte del año se encuentra nevado, incluso entrada la primavera la nieve se conserva en forma de hielo debido al frío viento que sopla a esta altura. El clima es de tipo mediterráneo continentalizado, en verano se pueden llegar a alcanzar los 30 grados, pero por las noches se alcanzan temperaturas menores a 10 grados, (oscilación térmica), en invierno usualmente pueden llegar a bajar de -10 grados, helando desde noviembre hasta abril.

## Ascenso
El acceso a este pico se puede hacer a pie desde el pueblo de Grado del Pico o en vehículo a través del camino forestal que se ha construido con motivo del parque eólico.
La subida por la cara norte es más fácil pero más larga, mientras que por la cara sur ascendiendo desde Grado del Pico las pendientes son más acentuadas pero el recorrido se acorta.
Es recomendable llevar consigo prismáticos para poder disfrutar de las vistas.

## Cartografía
- Hoja 433-I a escala 1:25000 del Instituto Geográfico Nacional.